# Eficiència volumètrica

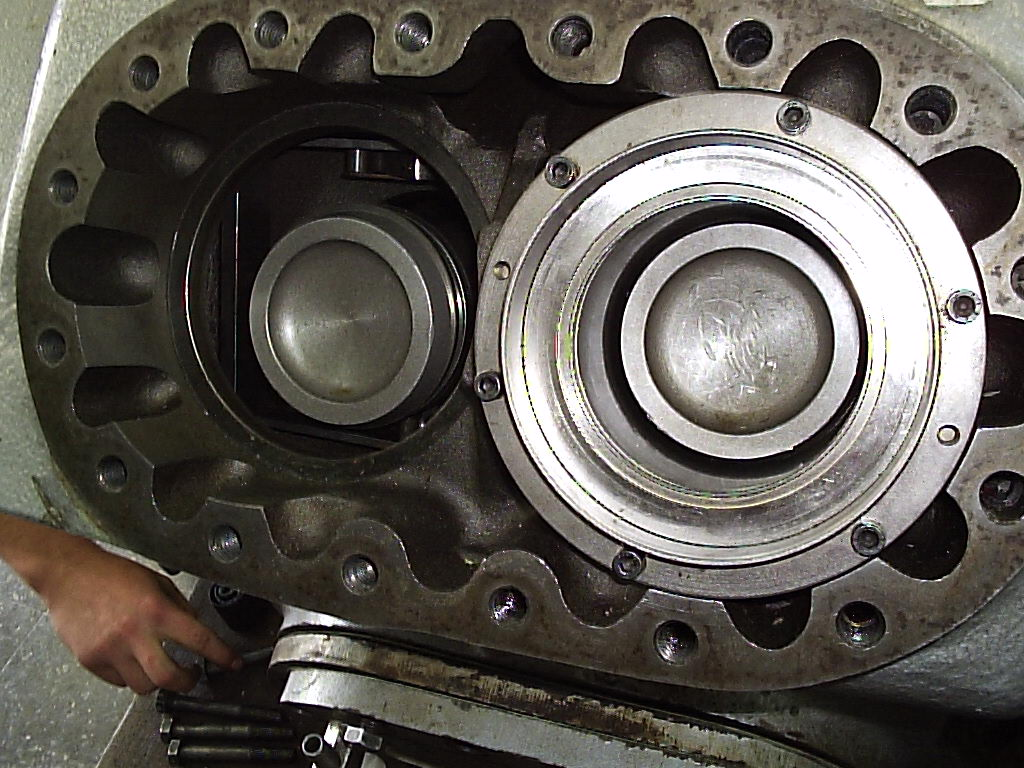
Pistons de compressor per amoníac en operacions de manteniment.

En els gasos succionats per un compressor, el volum real del vapor succionat per unitat de temps proveninte de la canonada de succió és el desplaçament real del compressor. La relació desplaçament real del compressor (Va) al desplaçament del pistó (Vp) és conegut com a  eficiència volumètrica total-o real- del compressor. Llavors.
{\displaystyle I_{v}={\frac {V_{a}}{V_{p}}}*100}
On
{\displaystyle I_{v}} = Eficiència volumètrica total 

{\displaystyle V_{a}} = Volum de admès al compressor 

{\displaystyle V_{p}} = Volum desplaçat pel pistó 

## Factors que modifiquen l'eficiència volumètrica total
Els factors que tendeixen a limitar el volum de vapor succionat per carrera de treball, de manera que es determina l'eficiència volumètrica del compressor, són els següents:
- L'espai mor del compressor.
- Estrangulament.
- Elevades relacions de compressió,
- Escalfament del cilindre,
- Fuites del pistó i vàlvules.